# Xã Clay, Quận Grundy, Iowa
Xã Clay (tiếng Anh: Clay Township) là một xã thuộc quận Grundy, tiểu bang Iowa, Hoa Kỳ. Năm 2010, dân số của xã này là 1.527 người.